# Väddö
Väddö est une île de Suède.

## Géographie
Elle fait partie de la province de Roslagen et de la municipalité de Norrtälje. 

## Histoire
Elle est reliée par trois ponts dont le plus grand a été inauguré en 1998. Le canal de Väddö, débuté en 1819, est ouvert depuis 1840. 22 000 bateaux y passent par an. 

## Villes
- Älmsta (1097 hab.)
- Grisslehamn (249 hab.)
- Tomta (sv) (75 hab.)

## Personnalité
- Cecilia Andersson y est né en 1982.

## Galerie

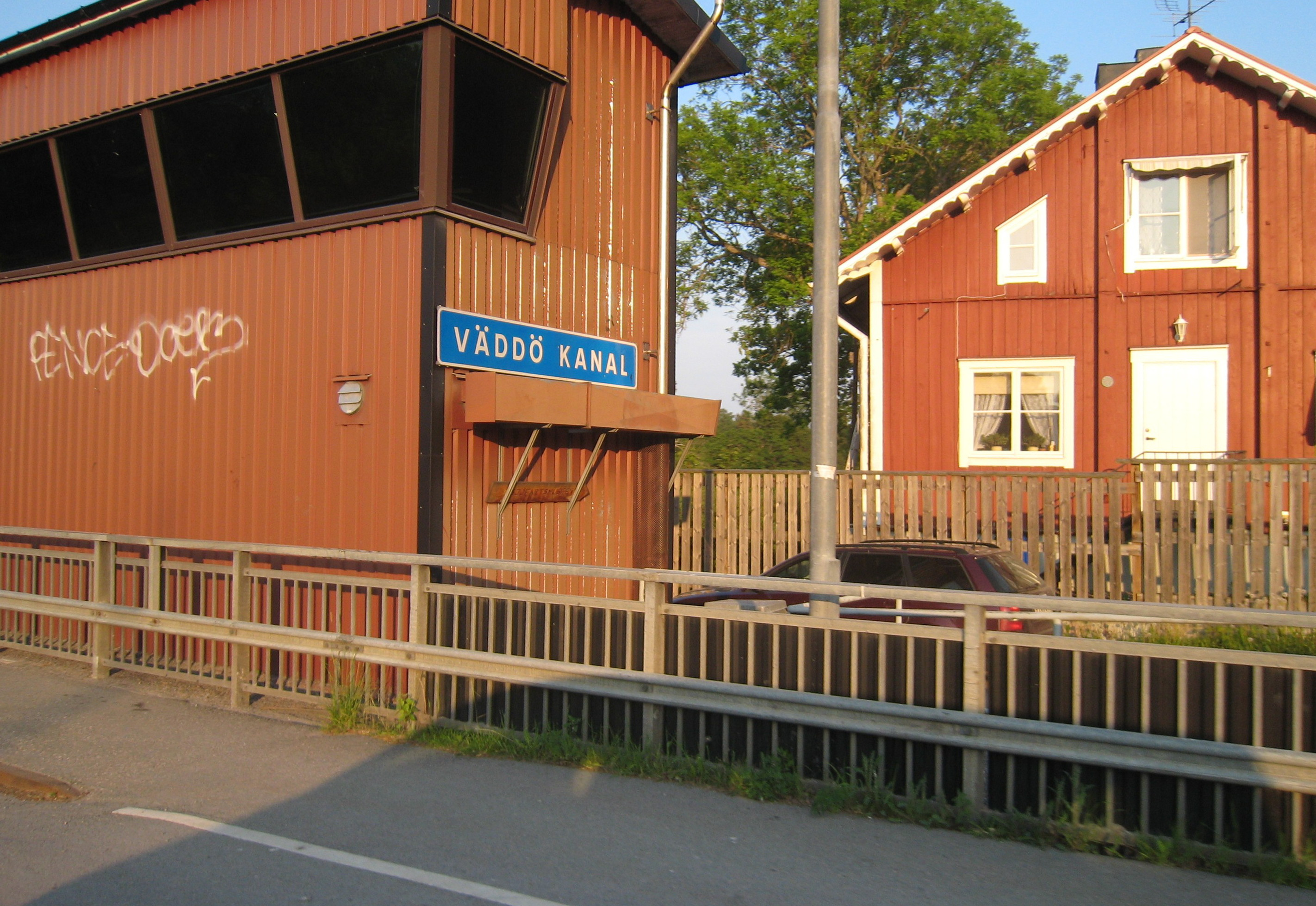
Canal de Väddö
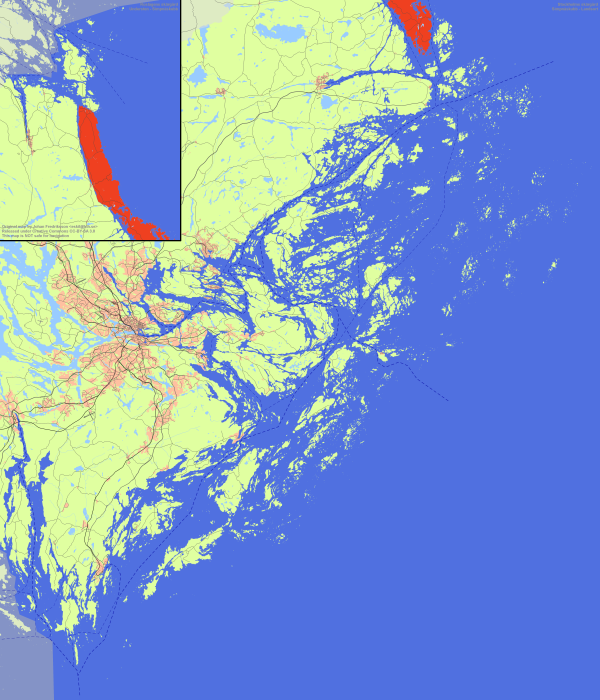
Localisation dans l'archipel de Stockholm
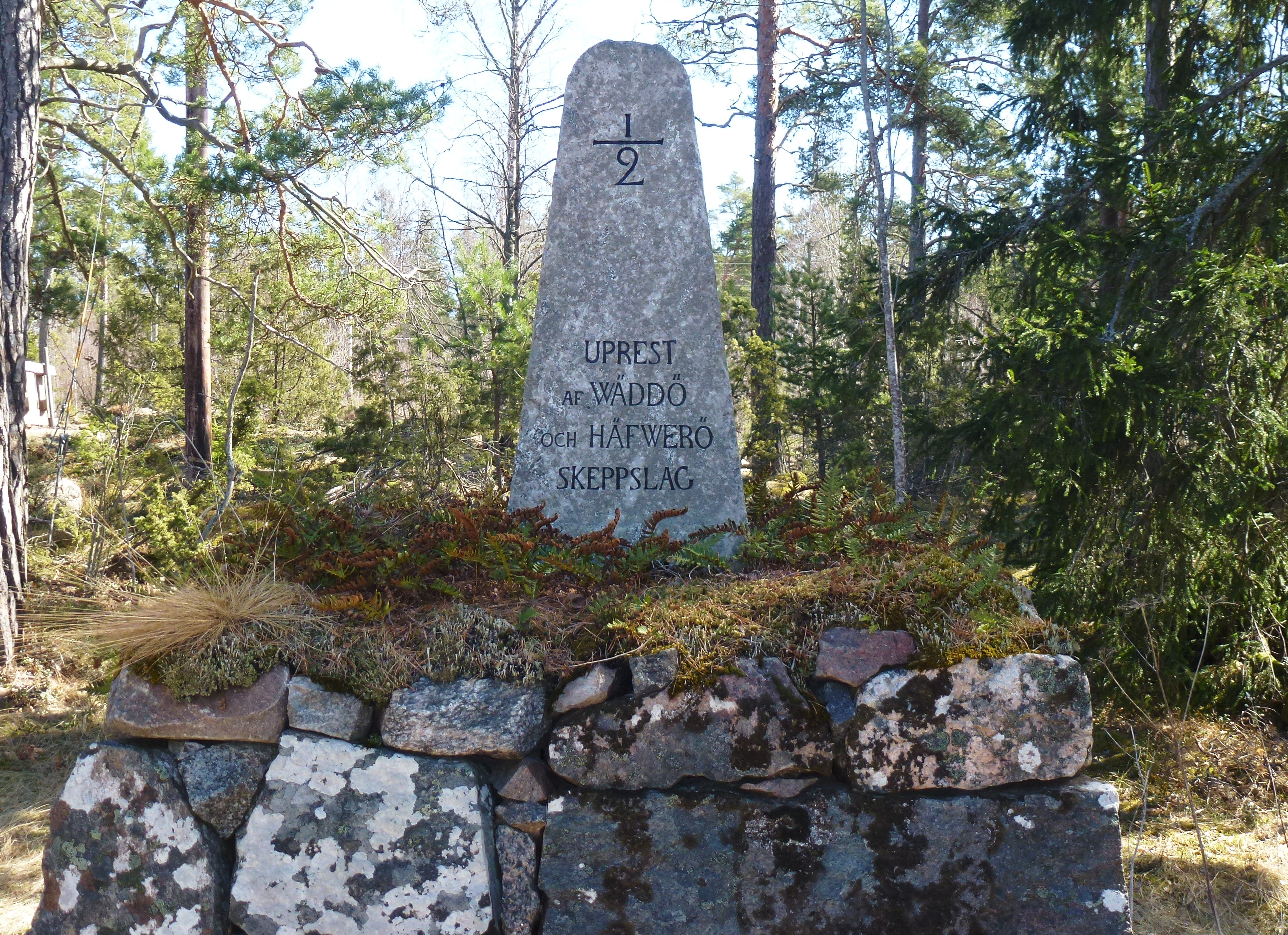
Borne kilométrique sur l'île
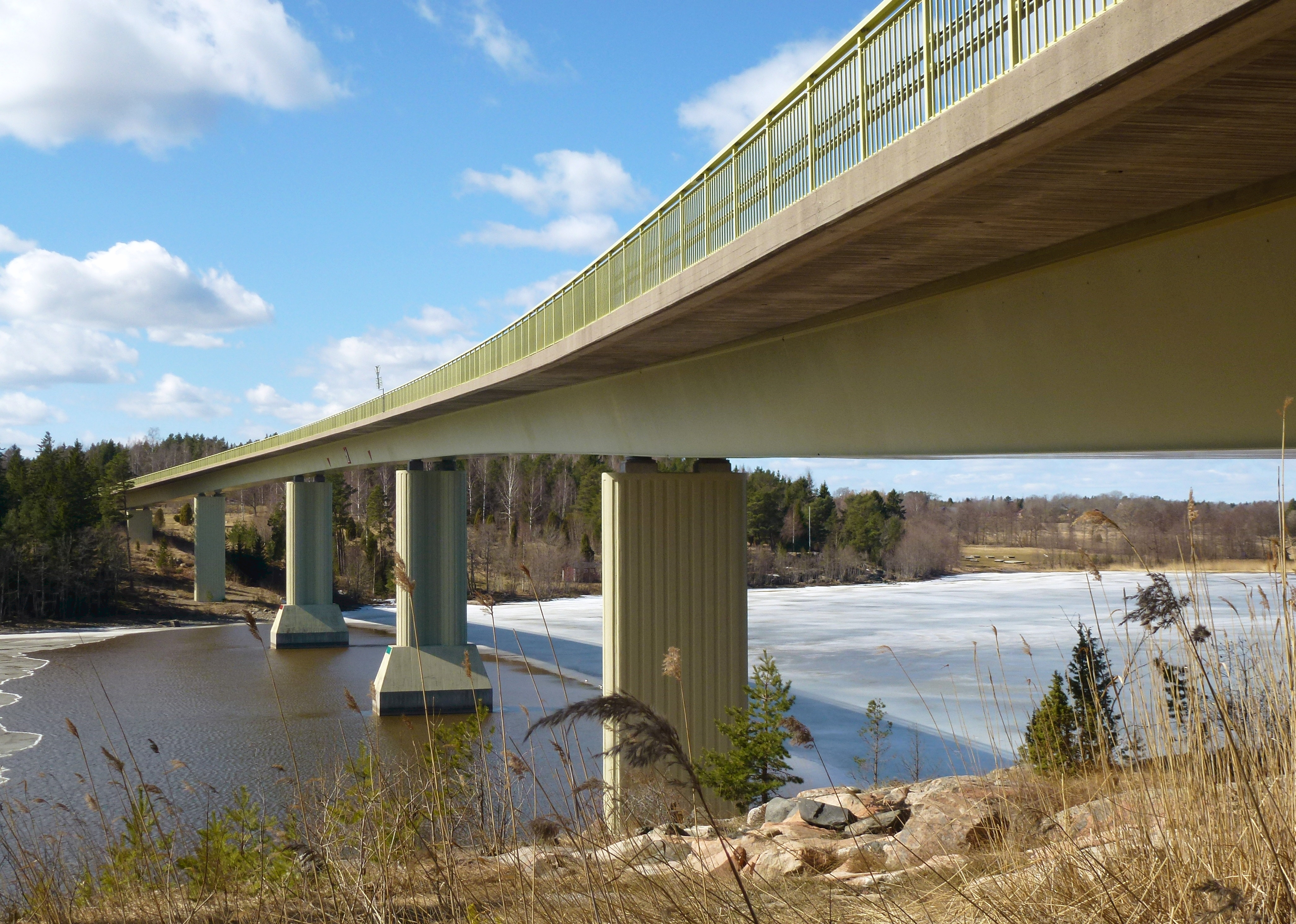
Le Pont de Väddö
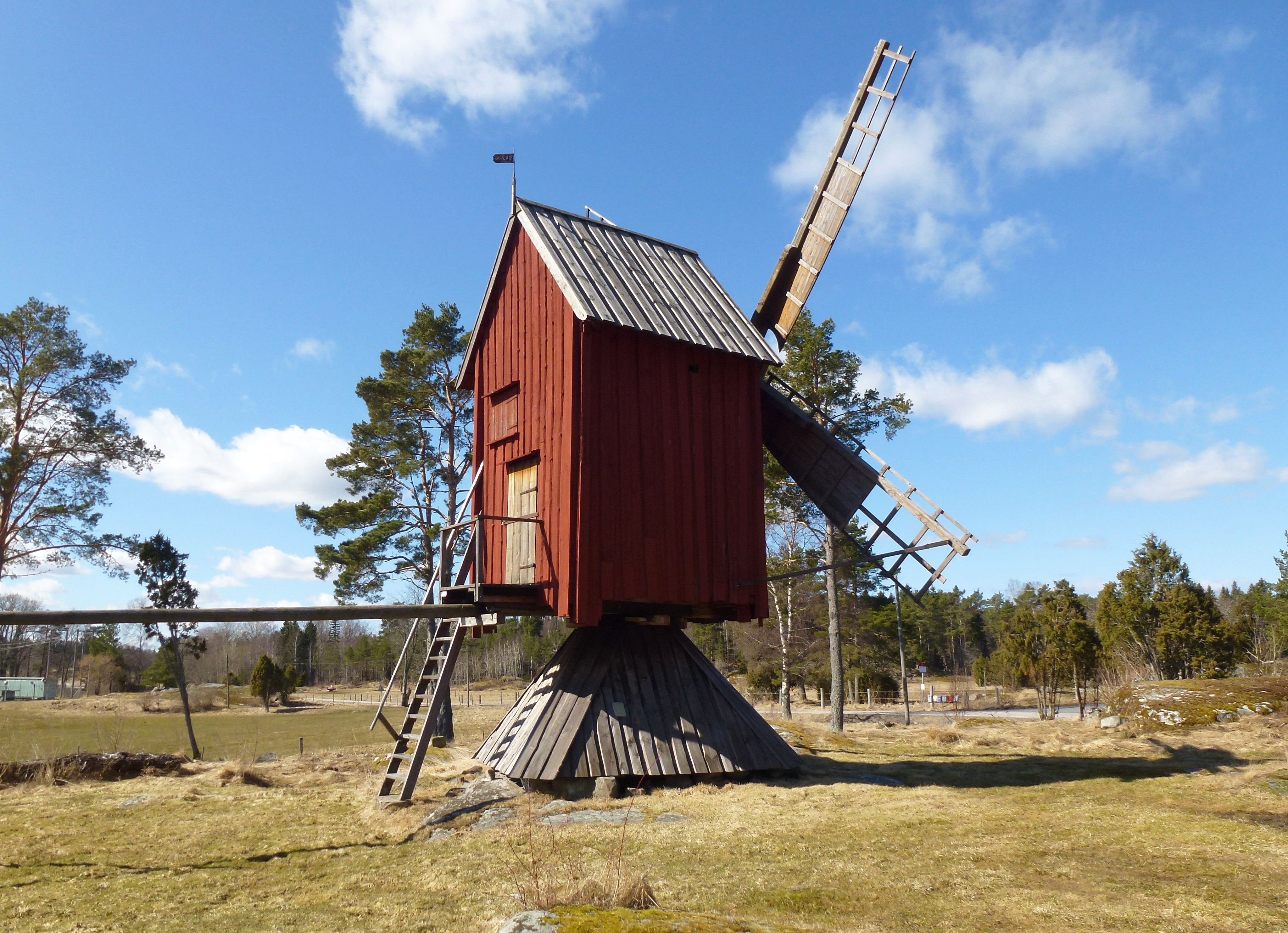
Moulin sur l'île